# 이강욱 (배우)
이강욱(1984년 2월 20일 ~ )은 대한민국의 배우이다.

## 학력
- 한국예술종합학교 연극원 연기과 학사
- 한양대학교 경영학부 학사
- 한국예술종합학교 연극원 연기과 예술전문사

## 출연작

### 영화
- 《내 친구의 집은 어디인가》 (2014년)
- 《소셜포비아》 (2015년) - 형주 역
- 《섬. 사라진 사람들》 (2016년) - 정웅택 역

### 드라마
- 《저스티스》 (KBS2, 2019년) - 조현우 역
- 《프로듀사》 (KBS2, 2015년) - 불후의 명곡 PD 역
- 《미세스 캅》 (SBS, 2015년) - 강재원 역[3][4]
- 《리멤버 - 아들의 전쟁》 (SBS, 2015년) - 김찬 역
- 《예민한 놈들》 (웹드라마, 2016년) - 사운도 역
- 《내 사위의 여자》 (SBS, 2016년) - 김팔봉 / 가짜 김민수 역
- 《몬스터》 (MBC, 2016년)
- 《KBS 드라마 스페셜 - 한 여름의 꿈》 (KBS2, 2016년) - 권찬형 역
- 《KBS 드라마 스페셜 - 동정 없는 세상》 (KBS2, 2016년) - 영석 형 역
- 《낭만닥터 김사부》 (SBS, 2016년) - 음주운전자 역
- 《쌈 마이웨이》 (KBS2, 2017년)
- 《KBS 드라마 스페셜 - 까까머리의 연애》 (KBS2, 2017년)
- 《투깝스》 (MBC, 2017년) - 폭주족 역
- 《너의 등짝에 스매싱》 (TV조선, 2018년)
- 《로맨스는 별책부록》(tvN, 2019년)
- 《브람스를 좋아하세요?》 (SBS, 2020년) - 주 대리 역
- 《마이데몬》 (SBS, 2023년) - 최우선 역
- 《커넥션》 (SBS, 2024년) - 정윤호 역

### 연극
- 《말들의 무덤》 (2013년)
- 《템페스트》 (2014년) - 페르디난드 역
- 《이런 꿈을 꾸었다》 (2014년)
- 《명랑경성》 (2015년) - 멀티 역
- 《한여름밤의 꿈 부산 밤바다》 (2015년)
- 《무한동력》 (2015년) - 진기한 역